# 隱身洞摩崖造像
隱身洞摩崖造像位於四川省巴中市通江縣，文物遺址年代判定為清。2012年7月16日公佈為第八批四川省文物保護單位。
隱身洞摩崖造像位於四川省巴中市通江縣民勝鎮彎柏樹村二組，分佈在邱家河百盤寺隱身洞一青砂岩壁，開鑿于清同治聖申年（1872），面向東南，分佈立面寬1.86米，高5.06米，幅面9.41平方米。造像龕呈塔形四層分佈，共8龕，雕像13尊。以佛教造像為主，有道教造像一龕，龕窟形制除3號龕為圓形龕外，其余依自然岩體而鑿，造像題材以一佛二弟子、彌勒佛、天王、道教造像組合。從上至下、從左至右編號，最大8號龕位於造像底層，為空龕，寬1.86米，高1.71米，深1.9米；最小3號龕位於二層中上部，為圓形龕，寬0.2米，高0.22米。3號龕內雕彌勒佛一尊，光頭，圓臉，大耳，面帶微笑，身穿雙領下垂式僧衣，袒胸開懷，大肚，雙手扶膝，結半蜘跌座。8號龕上據刻一圄形香爐，上有右讀橫排“大清同治壬申年海元設敬聖像”題記，1號龕頂刻“即是靈山”四字。隱身洞石窟造像保存完整，形制特別，多龕造像於一體，組合特別，雕刻精細，在清代石窟藝術中堪稱佳作，對研究清代石窟造像具有一定的參考價值。1994年，隱身洞摩崖造像被通江縣人民政府公佈為縣級文物保護單位。